# Giuseppe Chiarelli
Giuseppe Chiarelli (Martina Franca, 15 giugno 1904 – Roma, 25 luglio 1978) è stato un magistrato italiano.

## Biografia
Completò gli studi superiori presso il
liceo "Cirillo" di Bari, «dove ebbe come professori Francesco Nitti di Vito e Angelico Tosti
Cardarelli. Laureatosi in giurisprudenza presso l'Università di Roma il 15 dicembre 1926 con
una tesi discussa con Giorgio Del Vecchio su Il concetto di diritto secondo l’attualismo e il giusnaturalismo, Chiarelli lega il suo nome ai primi quindici anni della Facoltà
di Scienze politiche di Perugia, dal periodo terminale della legislatura costituente (1924-1929) sino
alla vigilia del crollo del Regime».
Nel 1942 fu chiamato ad insegnare sulla cattedra di Istituzioni di Diritto pubblico presso la Facoltà di Economia e commercio della Sapienza, di cui fu anche preside tra il 1952 e il 1961.
Con il titolo di professore universitario, fu nominato giudice costituzionale dal presidente della Repubblica Italiana Giovanni Gronchi il 2 febbraio 1961, giura il 16 febbraio 1961.
È eletto presidente della Corte costituzionale il 22 novembre 1971 e cessa dalla carica il 16 febbraio 1973.

## Onorificenze

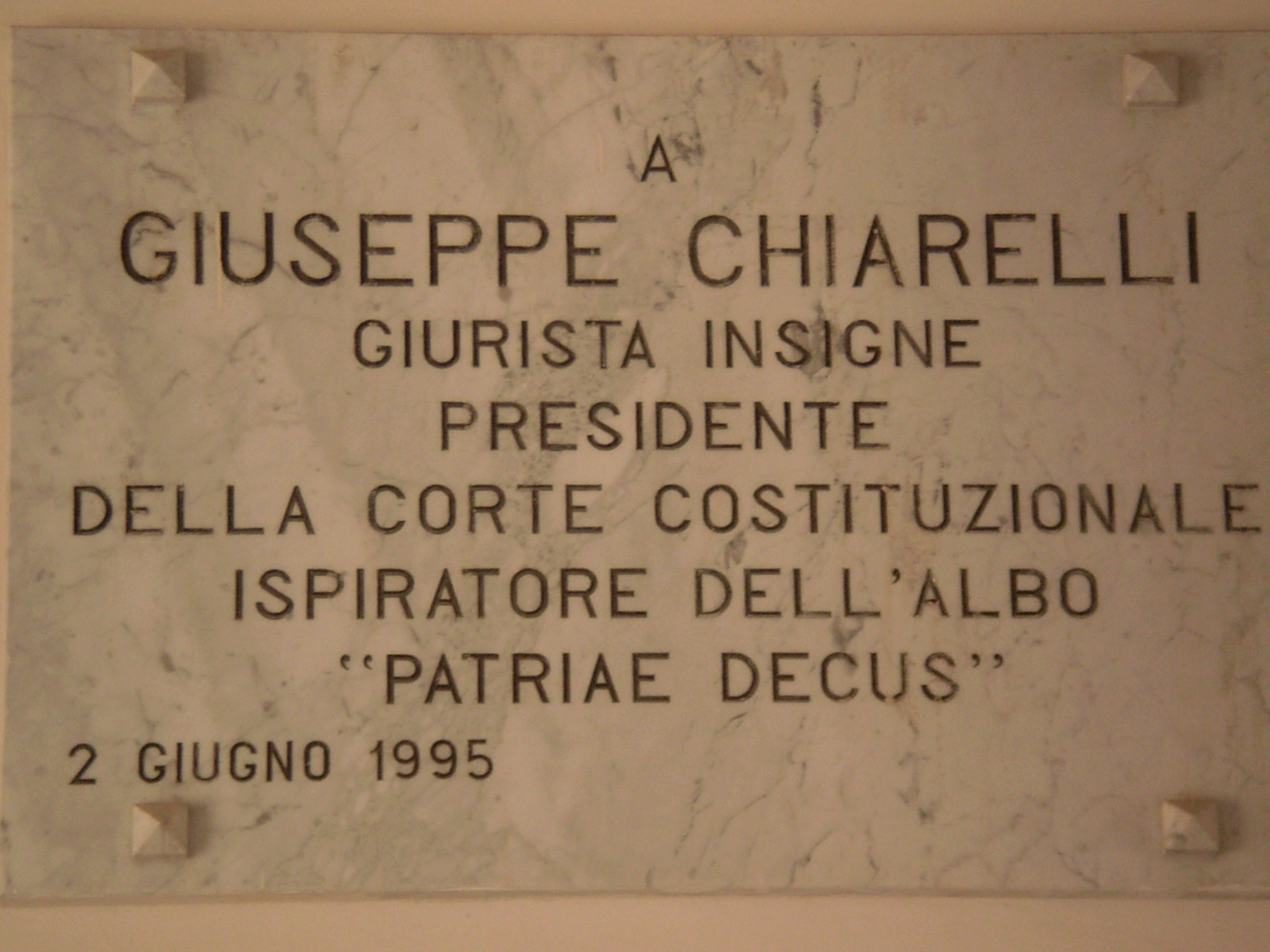
Lapide nel Municipio di Martina Franca.